# Trại Họp bạn Hướng đạo Thế giới lần thứ 9
Trại Họp bạn Hướng đạo Thế giới lần thứ 9 cũng còn được biết đến như Trại Họp bạn kỷ niệm 50 năm được tổ chức ở Công viên Sutton, Anh Quốc năm 1957. Nó đánh dấu hai sự kiện quan trọng, đó là lễ kỷ niệm 50 năm phong trào Hướng đạo kể từ khi nó ra đời tại Đảo Brownsea và lễ kỷ niệm 100 năm sinh nhật của Baden Powell.